# Rörhån, Dalarna
Rörhån är en sjö i Älvdalens kommun i Dalarna och ingår i Dalälvens huvudavrinningsområde.